# Курт Вирес
Курт Вирес (фин. Kurt Oskar Virtanen-Wires звани Куре (Хелсинки, 28. април 1919 — Еспо, 22. фебруар 1992) био је фински спринт кајакаш у једноседу и двоседу на мирним водама. Такмичио се за репрезентацију Финске крајем 40-их — почетком 1950-их. Двоструки олимпијски победник у Хелсинкију 1952. и  сребрна медаља на Играма у Лондону 1948. вишеструки учесник и  победник многих регата националног и међународног значаја.

## Биографија
Први велики успех на вишем међународном нивоу остварио је у сезони 1948. када је кроз низ успеха на такмичењима позван у репрезентацију Финске за учешће на  Олимпијским играма у Лондону. Такмичио је у кајаку једноседу К-1 на 10.000 метара. Учествовало је 13 кајакаша, а он је успео да заузме друго место и сребрну медаљу иза Швеђанина Герта Фредриксона, за којим је заостао 33 секунде (одмах после завршетка Вирес се осећао лоше не схватајући да је освојио сребрну медаљу, али му је четвртопласирани Данац Кнуд Дитвелсен помогао да се поврати).
Као сребрни са олимпијских игара учврстио је место у репрезентацији Финске и наставио да учествују у великим међународним регатама. Године 1952. поново учествује на Олимпијским играма у Хелсинкију, овај пут се такмичио  у пару са Ирјем Хиетаненом на 1.000 и 10.000 метара. У обе дисциплине су победили и освојили златне медаље. У првој на 1.000 метара у квалификацијама су били други у првој групи а затим у филалу први (Завршили су истовремено са шведском посадом, а победнике је морао да одреди фотофиниш..  У другог дисциплини на 10.000 м фински пар је био бољи од истог шведског пара за само 0,4 секунде.
Као двоструки олимпијски победник, одлучио је да оконча такмичарску каријеру и  уступи место младим финским кајакашима.